# Hoofdklasse hockey heren 1988/89
Het seizoen 1988/89 is de 16de editie van de hoofdklasse waarin onder de KNHB-vlag om het landskampioenschap hockey werd gestreden. 
In het voorgaande seizoen zijn Breda en Gooische gedegradeerd. Hiervoor zijn Forward en Geel-Zwart in de plaats gekomen.
Bloemendaal werd landskampioen, nieuwkomers Forward en Geel-Zwart degradeerden rechtstreeks.

## Eindstand
Na 22 speelronden was de eindstand:
| #  | Club              | GS | W  | G  | V  | P  | DV      | DT      | DS  |
| -- | ----------------- | -- | -- | -- | -- | -- | ------- | ------- | --- |
| 1  | Bloemendaal       | 22 | 16 | 3  | 3  | 35 | 66 - 28 | 66 - 28 | +38 |
| 2  | Amsterdam         | 22 | 14 | 5  | 3  | 33 | 66 - 26 | 66 - 26 | +40 |
| 3  | HGC               | 22 | 11 | 6  | 5  | 28 | 49 - 30 | 49 - 30 | +19 |
| 4  | HDM               | 22 | 10 | 4  | 8  | 24 | 37 - 29 | 37 - 29 | +8  |
| 5  | Kampong           | 22 | 8  | 7  | 7  | 23 | 53 - 41 | 53 - 41 | +12 |
| 6  | Klein Zwitserland | 22 | 10 | 3  | 9  | 23 | 41 - 35 | 41 - 35 | +6  |
| 7  | SCHC              | 22 | 6  | 10 | 6  | 22 | 35 - 38 | 35 - 38 | -3  |
| 8  | Tilburg           | 22 | 10 | 2  | 10 | 22 | 27 - 40 | 27 - 40 | -13 |
| 9  | Oranje Zwart      | 22 | 7  | 5  | 10 | 19 | 40 - 40 | 40 - 40 | 0   |
| 10 | Pinoké            | 22 | 5  | 9  | 8  | 19 | 35 - 44 | 35 - 44 | -9  |
| 11 | Forward           | 22 | 4  | 2  | 16 | 10 | 32 - 66 | 32 - 66 | -34 |
| 12 | Geel-Zwart        | 22 | 2  | 2  | 18 | 6  | 27 - 96 | 27 - 96 | -69 |

### Legenda
| Afk.        | Betekenis                                                       |
| ----------- | --------------------------------------------------------------- |
| GS          | aantal gespeelde wedstrijden                                    |
| W           | aantal gewonnen wedstrijden                                     |
| G           | aantal gelijk gespeelde wedstrijden                             |
| V           | aantal verloren wedstrijden                                     |
| P           | totaal aantal punten                                            |
| DV          | aantal gemaakte doelpunten                                      |
| DT          | aantal doelpunten tegen                                         |
| DS          | doelsaldo                                                       |
| Bloemendaal | Landskampioen Bloemendaal plaatst zich voor de Europacup I 1990 |
| Amsterdam   | Amsterdam plaatst zich voor de Europacup II 1990                |
| Forward     | Forward en Geel-Zwart zijn rechtstreeks gedegradeerd            |

Nederlands landskampioenschap:

1897/98 ·
1898/99 ·
1899/00 ·
1900/01 ·
1901/02 ·
1902/03 ·
1903/04 ·
1904/05 ·
1905/06 ·
1906/07 ·
1907/08 ·
1908/09 ·
1909/10 ·
1910/11 ·
1911/12 ·
1912/13 ·
1913/14 ·
1914/15 ·
1915/16 ·
1916/17 ·
1917/18 ·
1918/19 ·
1919/20 ·
1920/21 ·
1921/22 ·
1922/23 ·
1923/24 ·
1924/25 ·
1925/26 ·
1926/27 ·
1927/28 ·
1928/29 ·
1929/30 ·
1930/31 ·
1931/32 ·
1932/33 ·
1933/34 ·
1934/35 ·
1935/36 ·
1936/37 ·
1937/38 ·
1938/39 ·
1939/40 ·
1940/41 ·
1941/42 ·
1942/43 ·
1943/44 ·
1944/45 ·
1945/46 ·
1946/47 ·
1947/48 ·
1948/49 ·
1949/50 ·
1950/51 ·
1951/52 ·
1952/53 ·
1953/54 ·
1954/55 ·
1955/56 ·
1956/57 ·
1957/58 ·
1958/59 ·
1959/60 ·
1960/61 ·
1961/62 ·
1962/63 ·
1963/64 ·
1964/65 ·
1965/66 ·
1966/67 ·
1967/68 ·
1968/69 ·
1969/70 ·
1970/71 ·
1971/72 ·
1972/73
Hoofdklasse heren:

1973/74 · 
1974/75 · 
1975/76 · 
1976/77 · 
1977/78 · 
1978/79 · 
1979/80 · 
1980/81 · 
1981/82 · 
1982/83 · 
1983/84 · 
1984/85 · 
1985/86 · 
1986/87 · 
1987/88 · 
1988/89 · 
1989/90 · 
1990/91 · 
1991/92 · 
1992/93 · 
1993/94 · 
1994/95 · 
1995/96 · 
1996/97 · 
1997/98 · 
1998/99 · 
1999/00 · 
2000/01 · 
2001/02 · 
2002/03 · 
2003/04 · 
2004/05 · 
2005/06 · 
2006/07 · 
2007/08 · 
2008/09 · 
2009/10 · 
2010/11 · 
2011/12 · 
2012/13 ·
2013/14 ·
2014/15 ·
2015/16 ·
2016/17 ·
2017/18 ·
2018/19 ·
2019/20 ·
2020/21 ·
2021/22 ·
2022/23 ·
2023/24 ·
2024/25 ·
Nederlandse competities: Hoofdklasse (zaal) · Promotieklasse · Overgangsklasse · Eerste klasse · Tweede klasse · Derde klasse · Vierde klasse · Gold Cup · Silver Cup

Nederlands kampioenschap: Lijst van Nederlandse landskampioenen hockey · Lijst van Nederlandse landskampioenen zaalhockey

Europese competities: Euro Hockey League · Europacup I · Europa Cup II · Europacup zaalhockey